# Нина Настасья
Нина Настасья (англ. Nina Nastasia) — американская фолк-певица итальянского происхождения, родившаяся в Голливуде, Калифорния, ныне живущая в Нью-Йорке и исполняющая «интимную, призрачную музыку, вызывающую ностальгические воспоминания об утраченной американской культуре» — в аранжировках с использованием акустической гитары, фортепиано, виолы, виолончели. Нина Настасья выпустила пять студийных альбомов, получивших высокие оценки критики. В 2002—2004 годах её шесть раз приглашал записаться в своей студии Джон Пил.

## Биография
Нина Настасья родилась в Голливуде, Лос-Анджелес, в начале 1990-х годов переехала в Нью-Йорк и здесь начала музыкальную карьеру исполнительницы собственных песен. Свой первый альбом Dogs Нина Настасья записала при посредстве Стива Альбини и выпустила в 2000 году на независимом лейбле Socialist Records, тиражом лишь 1500 экземпляров, который сама оформила (в роскошном, классическом стиле) и — к концу 2000 года — быстро распродала на концертах. Стив Альбини передал экземпляр пластинки Джону Пилу; тот пришёл в восторг, назвав альбом «потрясающим», и стал включать песни Настасьи в свою программу на BBC Radio 1, обеспечив певице культовую популярность в Британии.

Сам же Альбини в интервью Mojo рассказывал:
Есть какая-то жестокая ирония в процессе производства альбомов ради хлеба насущного. Работая над пластинками, прослушиваешь их такое количество раз, что очарование даже лучших из них стирается чрезмерностью «выдержки». В редчайших случаях пластинки, над которыми мне приходится работать, выдерживают это к себе <чрезмерное> внимание и становятся любимыми. Некоторые из них красивы и утонченны: я прослушиваю их, чтобы получить удовольствие. Альбом Dogs Нины Настасьи одновременно столь непритязателен и грандиозен, что я просто не смогу его описать, не прибегая к эпитетам, которые прозвучали бы глупо. Из тех пары тысяч пластинок, в создании которых я принимал участие, эта – одна из моих любимейших; я горжусь, что имел к ней отношение.Оригинальный текст (англ.)There are cruel ironies in making albums for a living. In the process of making a record, you hear it so many times that the charms of even the best of them can wear off through over-exposure. On rare occasions, records I've worked on have withstood this scrutiny and ended up being personal favourites. Of these, a good handful are beautiful and sublime, and I listen to them for pleasure. Nina Nastasia’s Dogs is a record so simultaneously unassuming and grandiose that I can't really describe it, except in terms that would make it (and me) sound silly. Of the couple thousand records I've been involved with, this is one of my favourites, and one that I'm proud to be associated with.Стив Альбини, интервью Mojo.
В апреле 2002 года Нина Настасья выпустила второй альбом The Blackened Air, на Touch and Go Records. Здесь же вышли более мрачный Run to Ruin (2003), записанный также Стивом Альбини, и перевыпуск дебютного альбома. Весь 2005 год Нина провела, гастролируя по Европе; она дала концерты на Балканах и в России.

В 2002—2004 годах Нина Настасья записала шесть сессий у Джона Пила; две её песни, «Ugly Face» (#4, 2002) и «You, Her & Me» (#13, 2003), включались им в итоговые списки лучших песен 2002 и 2003 годов. Последнюю из своих сессий для Пила в 2004 году Нина Настасья записала c группой «Хуун-Хуур-Ту», участников которой пригласила в британский тур. Промоутер Александр Чепарухин вспоминал: 
Мы встретились с ней несколько лет назад, когда она пригласила в тур по Британии группу Хуун-Хуур-Ту – но вовсе не для того, чтобы выпендриться вкраплением в звук своего концерта модного экзотического горлового пения. Нет – тувинцы всего лишь играли в её группе на игилах – древних тувинских виолончелях со струнами из конского волоса. На первой же репетиции с Хуун-Хуурту я понял, что передо мной – тончайший музыкант и выдающаяся артистка. Тувинцы, казалось, всегда играли в этой группе, наряду с американцами и австралийскими музыкантами из Dirty Three. Концерты захватили меня целиком, и Нина стала моей любимой певицей.А.Чепарухин.
Совместное турне с Huun-Huur-Tu имело успех, и с тех пор Нина Настасья сделала гастроли с группой своим сторонним проектом; их последний концерт состоялся в Исландии.
Сохранив связь с Альбини и барабанщиком Джимом Уайтом, постоянным участником ансамбля (играющим также в Dirty Three), певица перешла на Fat Cat Records. Смена лейбла, по словам певицы, не была связана «со скандалом», всего лишь «с движением». В записи следующего альбома, On Leaving (2006) приняли участие давний партнер, бойфренд Кеннан Гудьонсон, а также другие ветераны её группы: Дилан Вилемса (виола), Джей Беллроуз (ударные), Стивен бек (фортепиано).
Второй альбом певицы на лейбле Fat Cat, You Follow Me (2007), явился результатом сотрудничества с Джимом Уайтом и был записан лишь с гитарой и ударными. Альбом характеризовался как точно сфокусированная пластинка, «документ углубленного диалога двух выдающихся музыкантов». После этого релиза Нина Настасья и Уайт дуэтом вышли в турне по европейским странам, США и Австралии.
В феврале 2008 года вышел сингл «What She Doesn’t Know»
Заглавный трек, также как и песня «Your Red Nose», была записана Стивом Альбини в ходе сессий к альбому On Leaving. Настасья назвала сингл «хорошим дополнением к You Follow Me». Сингл «Cry, Cry, Baby» вышел 10 мая (в США — 18 мая).
В июне 2010 года на FatCat вышел альбом Outlaster.
В 2008 Нина Настасья приняла участие в фестивале «Сотворение мира» в Казани, в 2011 году в международном фестивале world music «Голос кочевников» в Бурятии.

## Личная жизнь
Нина Настасья живёт с бойфрендом, музыкантом и антрепренёром Кеннаном Гудьонсоном в богемном манхэттенском районе Челси, в квартире, которая (согласно биографии на сайте Southern) являет собой «воплощение нью-йоркского романтизма, включая безымянного кота».

## Аккомпанирующие музыканты
- Steven Beck — фортепиано (альбомы Run to Ruin, On Leaving)
- Jay Bellerose — ударные (The Blackened Air, On Leaving)
- Joshua Carlebach — аккордеон (Dogs, The Blackened Air, Run to Ruin)
- Stephen Day — виолончель (Dogs, The Blackened Air, Run to Ruin)
- Kennan Gudjonsson — фортепиано (Dogs)
- Anne Mette Iversen — контрабас (Run to Ruin)
- Juliann Klopotic — скрипка (Dogs)
- Rubin Kodheli — виолончель (On Leaving)
- Gerry Leonard — гитара, мандолина (Dogs, The Blackened Air, Run to Ruin)
- Gonzalo Muñoz — пила (Dogs, The Blackened Air)
- Dave Richards — бас-гитара (Dogs, The Blackened Air, Run to Ruin)
- Jim White — ударные (Run to Ruin, On Leaving, You Follow Me)
- Dylan Willemsa — виола, скрипка (The Blackened Air, Run to Ruin, On Leaving)
- Peter Yanowitz — ударные (Dogs)

## Дискография

### Студийные альбомы
- 2000 Dogs (Socialist Records; 2004 — перевыпуск Touch and Go Records)
- 2002 The Blackened Air (Touch and Go)
- 2003 Run to Ruin (Touch and Go)
- 2006 On Leaving (Fat Cat)
- 2007 You Follow Me
- 2010 Outlaster (Fat Cat)

#### Синглы
- 2008 «What She Doesn’t Know» (Fat Cat)
- 2010 «Cry, Cry, Baby» (Fat Cat)